# Indosasa lipoensis
Indosasa lipoensis är en gräsart som beskrevs av Cheng De Chu och Kai Min Lan. Indosasa lipoensis ingår i släktet Indosasa och familjen gräs. Inga underarter finns listade i Catalogue of Life.